# کمیسیون فیزیک نوبل

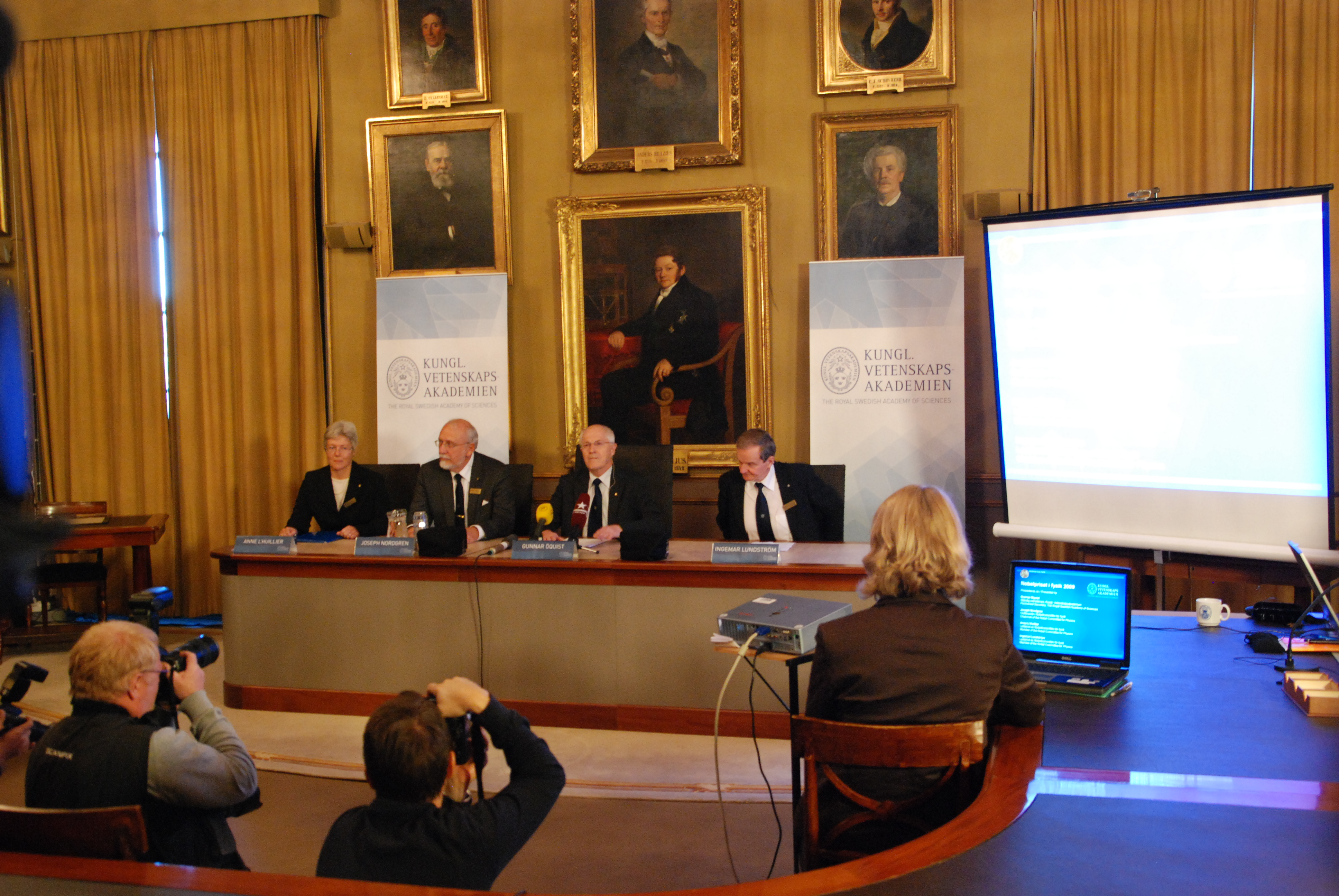
معرفی جایزه نوبل فیزیک در سال ۲۰۰۹

کمیسیون فیزیک نوبل یک کمیته نوبل است که برندهٔ جایزه نوبل فیزیک را مشخص می‌کند. اعضای این کمیته توسط آکادمی سلطنتی علوم سوئد انتخاب می‌شوند.